# Rev It Up
| Críticas profissionais                                                      | Críticas profissionais |
| Avaliações da crítica                                                       | Avaliações da crítica  |
| Fonte                                                                       | Avaliação              |
| --------------------------------------------------------------------------- | ---------------------- |
| AllMusic                                                                    | [ 1 ]                  |
| Esta tabela precisa de ser acompanhada por texto em prosa. Consulte o guia. |                        |

Rev It Up é o segundo álbum de estúdio da banda de hard rock americana Vixen, lançado pela EMI USA em 1990. Ele entrou no UK Albums Chart no Número 20, e duas canções entrando no Billboard Hot 100. No entanto, não obteve grande sucesso comercial nos EUA e a EMI demitiu a banda logo depois do lançamento. Assim, este álbum foi o lançamento final da banda de uma grande gravadora. O carro de corrida que aparece na capa do álbum americano, pertenceu à lenda do automobilismo local, Bobby Baldwin. As capas européias e japonesas do álbum exibem um retrato da banda, que está na contracapa do lançamento americano.

## Faixas
| N.º            | Título                  | Compositor(es)                                         | Duração |  |
| 1.             | "Rev It Up"             | Janet Gardner, Ron Keel, Share Pedersen, Steve Diamond | 5:00    |  |
| 2.             | "How Much Love"         | Jack Conrad, Jan Kuehnemund, Steve Plunkett            | 4:40    |  |
| 3.             | "Love Is a Killer"      | Harry Paress, Roxy Petrucci                            | 4:43    |  |
| 4.             | "Not a Minute Too Soon" | Gardner, Pedersen                                      | 4:26    |  |
| 5.             | "Streets in Paradise"   | Conrad, Kuehnemund, Plunkett                           | 4:32    |  |
| 6.             | "Hard 16"               | Gardner, Pedersen                                      | 4:05    |  |
| 7.             | "Bad Reputation"        | Brian Miku, Kuehnemund, Gardner                        | 4:09    |  |
| 8.             | "Fallen Hero"           | Ralph Carter, Kuehnemund, Gardner                      | 5:17    |  |
| 9.             | "Only a Heartbeat Away" | Gardner, Pedersen                                      | 5:07    |  |
| 10.            | "It Wouldn't Be Love"   | Diane Warren                                           | 4:42    |  |
| 11.            | "Wrecking Ball"         | Gardner, Pedersen                                      | 5:10    |  |
| Duração total: | Duração total:          | Duração total:                                         | 43:18   |  |

| Faixas bônus na edição japonesa |                                    |                                  |         |  |
| N.º                             | Título                             | Compositor(es)                   | Duração |  |
| 12.                             | "Edge of a Broken Heart" (Ao vivo) | Richard Marx, Fee Waybill        | 4:53    |  |
| 13.                             | "Cruisin'" (Ao vivo)               | Gardner, Kuehnemund, Keith Krupp | 5:01    |  |

| Faixas bônus na edição remasterizada japonesa em 2006 |                                                                   |                                         |         |  |
| N.º                                                   | Título                                                            | Compositor(es)                          | Duração |  |
| 12.                                                   | "Highway to Heartache" (Não previamente lançado)                  | Gardner, Kuehnemund, Pedersen, Petrucci | 3:51    |  |
| 13.                                                   | "I Want You to Rock Me" (Ao vivo em Daytona Beach, Flórida, 1989) | David Cole, Gardner                     | 4:50    |  |

## Créditos

### Vixen
- Janet Gardner → vocal, guitarra rítmica
- Jan Kuehnemund → guitarra rítmica e solo, vocal de apoio
- Share Pedersen → baixo, vocal de apoio
- Roxy Petrucci → bateria e vocal de apoio

Com
- Michael Alemania → teclado

### Produção
- Produção: Randy Nicklaus
- Produção: Mark Sullivan
- Engenheiria: Chad Blinman, Chris Fuhrman, Mike Gunderson, Gina Immel, Rob Jacobs, Bill Kennedy & Dennis MacKay
- Mixagem: Mike Shipley
- Masterização: George Marino
- Técnico de som (guitarra) para Jan Kuehnemund: David Reilly

## Desempenho nas tabelas musicais
| Chart (1990-1991)                     | Maior posição |
| ------------------------------------- | ------------- |
| Alemanha (Offizielle Deutsche Charts) | 29            |
| Estados Unidos (Billboard 200)        | 52            |
| Reino Unido (UK Albums Chart)         | 20            |
| Suécia (Sverigetopplistan)            | 36            |
| Suíça (Schweizer Hitparade)           | 14            |

| Ano  | Single                  | Chart             | Posição |
| ---- | ----------------------- | ----------------- | ------- |
| 1990 | "How Much Love"         | Billboard Hot 100 | 44      |
| 1990 | "Love Is a Killer"      | Billboard Hot 100 | 71      |
| 1991 | "Not a Minute Too Soon" | UK Singles Chart  | 37      |